# Bezirk Chimán
Chimán ist ein Bezirk (distrito) der Provinz Panamá in Panama. Die Einwohnerzahl betrug laut Volkszählung 2023 3142.
Es ist der einzige Bezirk in ganz Panama, der über keine Straße verfügt. Daher lebt die Mehrheit seiner Bevölkerung an der Küste des Golfs von Panama in den Hauptstädten Chimán, Brujas, Gonzalo Vásquez, Pásiga und San Buenaventura. Mit der Ankunft von Migranten von der Azuero-Halbinsel wurde die Unión Santeña gegründet, die 12 Kilometer landeinwärts, am Ufer des Flusses Chimán liegt. Es gibt auch andere Städte im Landesinneren wie Oquendo und Tuicito.

## Gliederung
Der Bezirk Chimán ist administrativ in folgende Corregimientos unterteilt:
- Chimán
- Brujas
- Gonzalo Vásquez
- Pásiga
- Unión Santeña